# Hovea longifolia
Hovea longifolia är en ärtväxtart som beskrevs av Robert Brown. Hovea longifolia ingår i släktet Hovea och familjen ärtväxter. Inga underarter finns listade i Catalogue of Life.